# Epoch Cassette Vision
 (octobre 2019).
Si vous disposez d'ouvrages ou d'articles de référence ou si vous connaissez des sites web de qualité traitant du thème abordé ici, merci de compléter l'article en donnant les références utiles à sa vérifiabilité et en les liant à la section « Notes et références ».
La Epoch Cassette Vision ((カセットビジョン, Kasetto Bijon) est une console de jeux vidéo de salon fabriquée par Epoch,, et sortie au Japon le 30 juillet 1981. Une version remaniée est sortie sous le nom Cassette Vision Jr..
Le système est initialement vendu pour 13 500 yens, et ses jeux au prix de 4 000 yens. La Cassette Vision connait un modèle qui lui succède, appelé Super Cassette Vision. Ce nouveau système n'est pas compatible avec les cartouches de la Epoch Cassette Vision.

## Cassette Vision

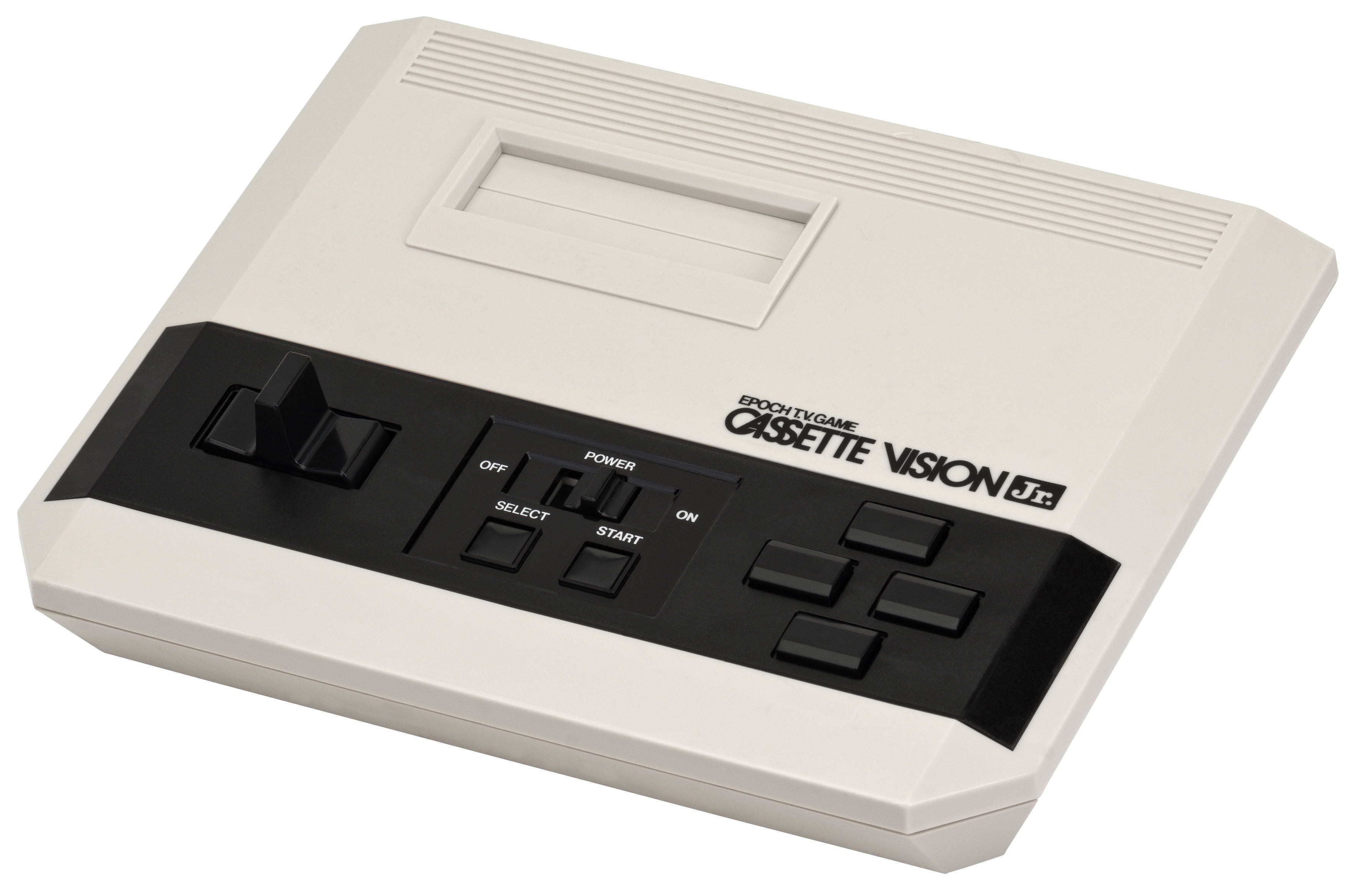
La Cassette Vision Jr., une version réduite de la Cassette Vision, sortie en 1983.

### Jeux
- Astro Command
- Baseball
- Battle Vader
- Big Sports 12
- Elevator Panic
- Galaxian (cette version n'est pas basée sur le titre de Namco mais sur celui de Nihon Bussan, Moon Cresta )
- Kikori no Yosaku
- Monster Block
- Monster Mansion (un clone de Donkey Kong)
- New Baseball
- PakPak Monster (un clone de Pac-Man)

## Super Cassette Vision

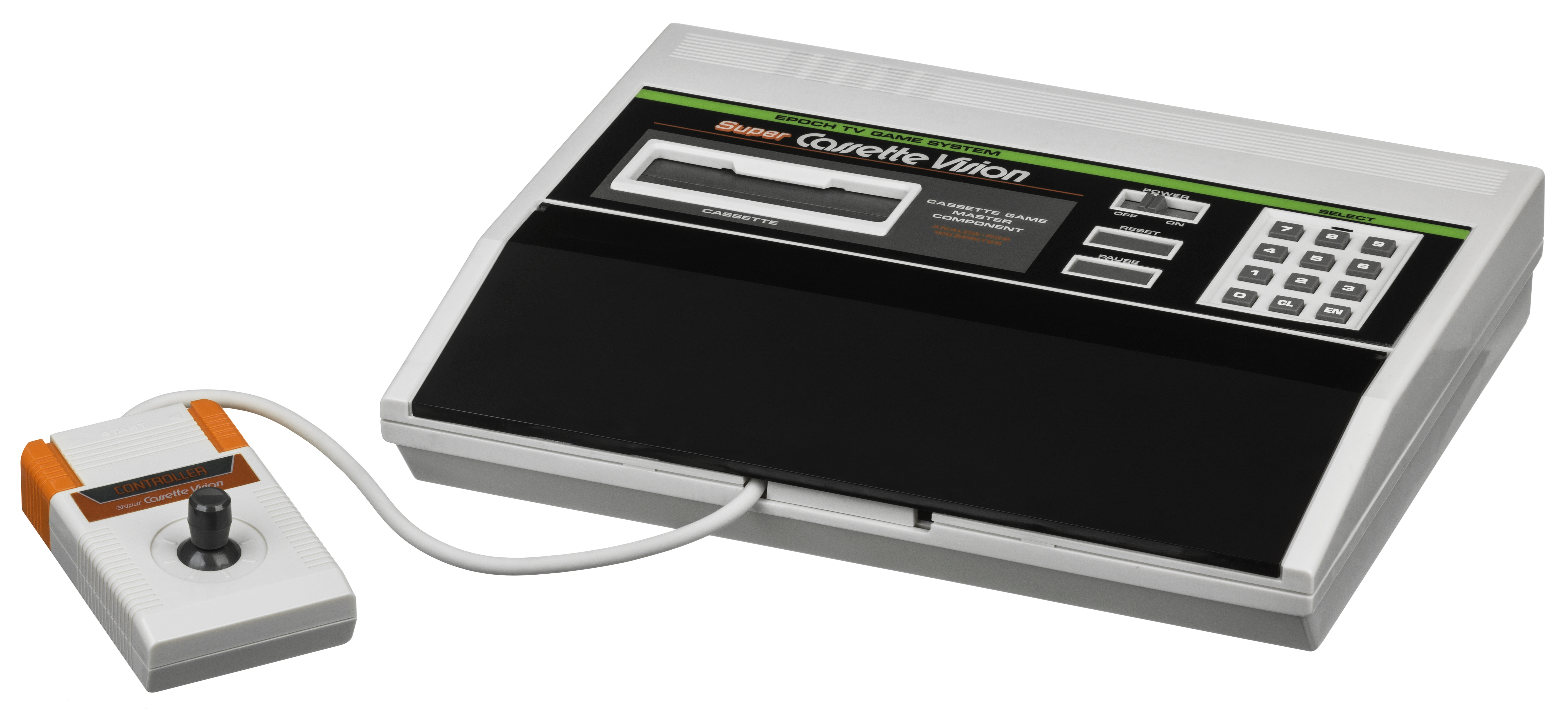
Super Cassette Vision (1984)

### Jeux
- Astro Wars - Invaders from Space
- Astro Wars II - Battle in Galaxy
- BASIC Nyuumon
- Boulder Dash
- Comic Circus
- Doraemon
- Dragon Ball: Dragon Daihikyō
- Dragon Slayer
- Elevator Fight
- Lupin III
- Mappy
- Milky Princess
- Miner 2049er
- Nebula
- Nekketsu Kung-Fu Load
- Pole Position II
- Pop and Chips
- Punch Boy
- Rantou Pro-Wrestling
- Shogi Nyuumon
- Sky Kid
- Star Speeder
- Super Base Ball
  - Giants Hara Tatsunori no Super Base Ball
- Super Golf
- Super Mahjong
- Super Sansu-Puter
- Super Soccer
- TonTon Ball
- WaiWai(Y2) Monster Land
- Wheelie Racer

### Spécifications techniques
- Processeur: µPD7801G microcontroller (*NOT* Z80 compatible core)
- Mémoire vive: 128 bytes (interne au CPU)
- Mémoire morte: 4KB (interne au CPU)
- Processeur vidéo: EPOCH TV-1
- Mémoire vidéo: 4KB (2 × µPD4016C-2) + 2KB (EPOCH TV-1 interne)
- Couleurs: 16
- Sprites: 128
- Affichage: 256×256
- Processeur sonore: µPD1771C
- Son: 1 canal (Tone, Noise ou 1bit PCM)
- Contrôleurs: 2 joysticks câblés